# ابوعلی مصطفی
ابوعلی مصطفی (زاده ۱۹۳۸ - درگذشته ۲۷ اوت ۲۰۰۱)، از ژوئیه ۲۰۰۰ دبیرکل جبهه خلق برای آزادی فلسطین بود.

## زندگی
ابوعلی مصطفی در سال ۱۹۳۸، در روستای عرابه، از توابع جنین، واقع در شمال کرانهٔ باختری به دنیا آمد. در ۱۹۵۵ به جنبش ملی‌گرای عرب پیوست و دو سال بعد، در ۱۹ سالگی به دلیل فعالیت‌های سیاسی‌اش در اردن بازداشت شد. پس از آزادی در سال ۱۹۶۱ مسئول عملیات‌های مردمی و نظامی جنبش ملی‌گرای عرب در شمال فلسطین شد.
ابوعلی به همراه جورج حبش و سایر اعضای چپ‌گرای جنبش، در ۱۹۶۷ جبهه خلق برای آزادی فلسطین را پایه‌گذاری کرده و در زمرهٔ کادرهای رهبری این سازمان قرار گرفت. او هم‌چنین از اعضای شاخص سازمان آزادی‌بخش فلسطین بود.
در سپتامبر ۱۹۹۹، در پی توافقی میان یاسر عرفات و ایهود باراک، نخست‌وزیر وقت اسرائیل، به کرانهٔ باختری بازگشت. او در ژوئیهٔ ۲۰۰۰ پس از بازنشستگی جورج حبش، به عنوان دبیرکل جبهه انتخاب شد.
وی در ۲۷ اوت ۲۰۰۱ توسط نیروهای اسرائیلی ترور شد.
او در دفترش در رام‌الله هدف دو راکت که از هلیکوپتری اسرائیلی شلیک شده بودند، قرار گرفته و کشته شد. پس از آن بود که جبهه خلق برای آزادی فلسطین شاخه نظامی‌اش را «گردان‌های ابوعلی مصطفی» نام نهاد. پس از ترور وی، احمد سعدات جانشین او شد.